# Jennifer Todd
Jennifer Todd (n. 3 octombrie 1969, Los Angeles, California, SUA) este o  producătoare americană de film și televiziune.

## Filmografie
Ea a fost producătoare a următoarelor filmele, dacă nu se menționează altceva.

### Film
| An   | Film                                  | Ca                  |
| ---- | ------------------------------------- | ------------------- |
| 1995 | Now and Then                          | Producător executiv |
| 1997 | Austin Powers și organizația secretă  |                     |
| 1999 | Idle Hands                            |                     |
| 1999 | Austin Powers: The Spy Who Shagged Me |                     |
| 2000 | Boiler Room                           |                     |
| 2000 | Memento                               |                     |
| 2002 | Austin Powers in Goldmember           |                     |
| 2005 | Must Love Dogs                        |                     |
| 2005 | Prime                                 |                     |
| 2006 | Zoom                                  |                     |
| 2007 | Across the Universe                   |                     |
| 2008 | The Accidental Husband                |                     |
| 2010 | The Romantics                         |                     |
| 2010 | Alice in Wonderland                   |                     |
| 2012 | Celeste and Jesse Forever             |                     |
| 2013 | The To Do List                        |                     |
| 2014 | Learning to Drive                     | Producător executiv |
| 2016 | Alice Through the Looking Glass       |                     |
| 2016 | Jason Bourne                          | Producător executiv |
| 2016 | Live by Night                         |                     |
| 2020 | The Way Back                          |                     |
| 2021 | Come from Away                        |                     |
| TBA  | Witness for the Prosecution           |                     |

Diverse roluri
| An   | Film                            | Rol                   |
| ---- | ------------------------------- | --------------------- |
| 1988 | Lucky Stiff                     | Asistent regizor      |
| 1989 | Lethal Weapon 2                 | Asistent: Joel Silver |
| 1990 | Die Hard 2                      | Asistent: Joel Silver |
| 1990 | The Adventures of Ford Fairlane | Asistent: Joel Silver |

Mulțumiri
| An   | Film           | Rol                |
| ---- | -------------- | ------------------ |
| 2010 | Monogamy       | Mulțumiri speciale |
| 2014 | Alex of Venice | Mulțumiri speciale |

### Televiziune
| An      | Titlu                       | Ca                  | Note                |
| ------- | --------------------------- | ------------------- | ------------------- |
| 2000    | If These Walls Could Talk 2 | Producător executiv | Film de televiziune |
| 2015    | Project Greenlight          | Producător executiv | Documentar          |
| 2015    | The Leisure Class           | Producător executiv | Film de televiziune |
| 2016−17 | Incorporated                | Producător executiv |                     |
| 2017    | 89th Academy Awards         |                     | Special TV          |
| 2018    | 90th Academy Awards         |                     | Special TV          |
| 2019−21 | City on a Hill              |                     |                     |

Diverse
| An      | Titlu                | Rol                   |
| ------- | -------------------- | --------------------- |
| 1989−92 | Tales from the Crypt | Asistent: Joel Silver |